# The Sicilians (película)
The Sicilians es una película británica de drama, suspenso y crimen de 1963, dirigida por Ernest Morris, escrita por Ronald Liles y Reginald Hearne, musicalizada por Johnny Gregory, a cargo de la fotografía estuvo Geoffrey Faithfull y los protagonistas son Robert Hutton, Reginald Marsh y Ursula Howells, entre otros. Este largometraje fue producido por Butcher’s Film Productions.

## Sinopsis
Trata acerca de un funcionario de la embajada de Estados Unidos en Londres que está involucrado con dos fuerzas policiales; la local y también la de Francia, esto ocurre a causa del rapto del hijo de un hombre de la mafia.

## Reparto
- Robert Hutton como Calvin Adams
- Reginald Marsh como Inspector Webb
- Ursula Howells como Madame Perrault
- Alex Scott como Henri Perrault
- Susan Denny como Carole
- Robert Ayres como Angelo Di Marco
- Eric Pohlmann como Inspector Bressin
- Patricia Hayes  como Pasajero de avión
- Warren Mitchell como O'Leary
- Richard Caldicot como Comisionado de policía
- Gordon Tanner como Fiscal de distrito
- Michael Balfour como Encargado de la puerta del escenario
- Murray Kash como George Baxter
- Maggy Sarragne como Estrella de cabaret
- Murray Evans como Sargento Harris
- Derek Royle como Portero
- Ivor Dean como Burford
- John McLaren como Juez
- Chuck Julian como Presidente del jurado
- John H. Watson como Doctor en pisos
- Sally Douglas como Secretaria de O'Leary
- Ralph Ball como Alguacil
- Aleta Morrison como Bailarín especializado
- Michael Pemberton como Doctor del hospital
- Romo Gorrara como Secuestrador
- Enid Lorimer como Señora mayor
- Larry Cross como Periodista
- Leslie Taussig como Tony Di Marco